# 杰洛德·威
杰洛德·亚瑟·威（Gerard Arthur Way，1977年4月9日—）是一位美国歌手、作曲家、音乐家、漫画家，从2001年9月美国另类摇滚乐队我的另类罗曼史成立到2013年3月解散，同时也是其主唱和创始人。他的首张个人专辑《犹豫外星人》（Hesitant Alien）在2014年9月30日发布。他也创作了一部漫画短集《煞兴者真实传奇》（The True Lives of the Fabulous Killjoys），和一部获得Eisner Award奖的漫画书《雨伞学院》（The Umbrella Academy）。

## 早年生活
杰洛德·威出生于1977年4月9日。他的故乡在新泽西州萨米特市。他是Donna Lee和Donald Way的儿子，是意大利和苏格兰混血。杰洛德同他的弟弟Mikey Way一起在新泽西州贝尔维尔市长大。他第一次当众唱歌是在四年级，当时他在学校的音乐剧里扮演彼得潘的角色。他的外祖母Elena Lee Rush，十分具有创造力并对杰洛德产生了很大的影响。她在很小的时候就教他唱歌、绘画、表演；杰洛德说：“她教给一切我知道的事情。”同样，在杰洛德小学时，华丽摇滚乐队Bon Jovi也对他对音乐产生热爱起到了作用。
在15岁时，杰洛德曾用枪口指着自己。在他2008年接受滚石杂志采访时说，“我举起了一把357麦格农手枪，对着我的头，然后把枪放在地板上，就像执行死刑。”他继续说，“无论这个世界变得多么丑恶，或者对我而言它多么愚蠢，我总还会信任它。”
杰洛德就读于贝尔维尔中学直到他1995年毕业。他决定以后在漫画行业工作，于是前往纽约视觉艺术学校学习，1999年毕业并获得美术学士学位。

## 音乐生涯

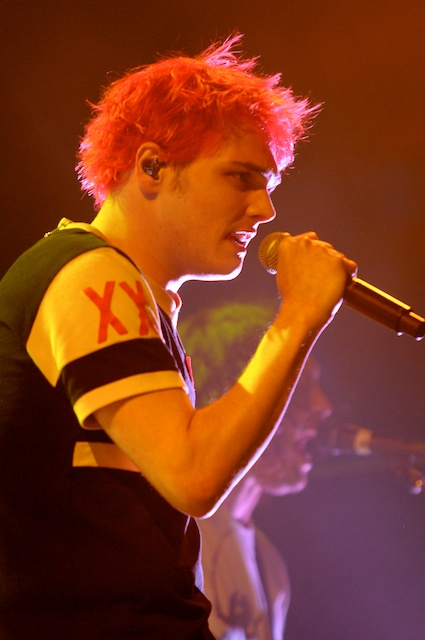
2011年8月，杰洛德在加拿大魁北克蒙特利尔市，Honda Civic Tour巡演期间。

### 2001–2013，2019至今:我的另类罗曼史
青少年时期的杰洛德和他的弟弟米基·威（后来成为我的另类罗曼史的贝斯手），受到包括 Iron Maiden, The Misfits, Danzig, Black Flag, Queen, Pulp, Blur, Morrissey 和 The Smiths的艺术家的影响。杰洛德·威一开始想成为一位吉他手。他的祖母在他八岁时送给他第一把吉他，他也和他未来的乐队成员Ray Toro在乐队Ray Gun Jones和Nancy Drew等弹过吉他，但并不成功（一个乐队因为他技术欠佳而把他踢了出来），他只好专注于他的绘画生涯。
在2001年的911事件中，杰洛德在纽约Cartoon Network公司做实习生。由于亲眼目睹了这场袭击的影响，杰洛德在接下来的几周里改变了他对人生的看法。他告诉Spin杂志，“我逐字逐句地告诉自己，‘去他妈的画画。我要逃离这地下室。我要看到整个世界。我要做些什么。”为了表现911袭击对他情感上的影响，他写下了歌曲Skylines and Turnstiles的歌词，这也被认为是我的另类罗曼史的第一首歌。很快，我的另类罗曼史开始组合成为一个乐队。
杰洛德在一些乐队的作品里担任主唱，例如 Every Time I Die的 "Kill the Music", Head Automatica的 "Graduation Day", Say Anything的 "In Defense of the Genre",  The Oval Portrait的 "From My Cold Dead Hands"和 "Barnabus Collins Has More Skeletons in His Closet Than Vincent Price".
在许多采访中，杰洛德表示他的音乐和艺术作品其实是对他的长时间的抑郁、酗酒和吸毒的宣泄。这种作为个人宣泄的音乐，也让杰洛德创作了一些带有很深的个人感情色彩的的歌曲，例如纪念他的已故祖母而作的Helena。2013年3月22日，我的另类罗曼史宣布解散。
2019年10月31日，我的另类罗曼史宣布将在12月20日于洛杉矶重组。此后他们又宣布了2020年在北美、澳大利亚、新西兰和日本的巡演。受新冠疫情影响，巡演被推迟至2022年。

### 2014–2016:犹豫外星人

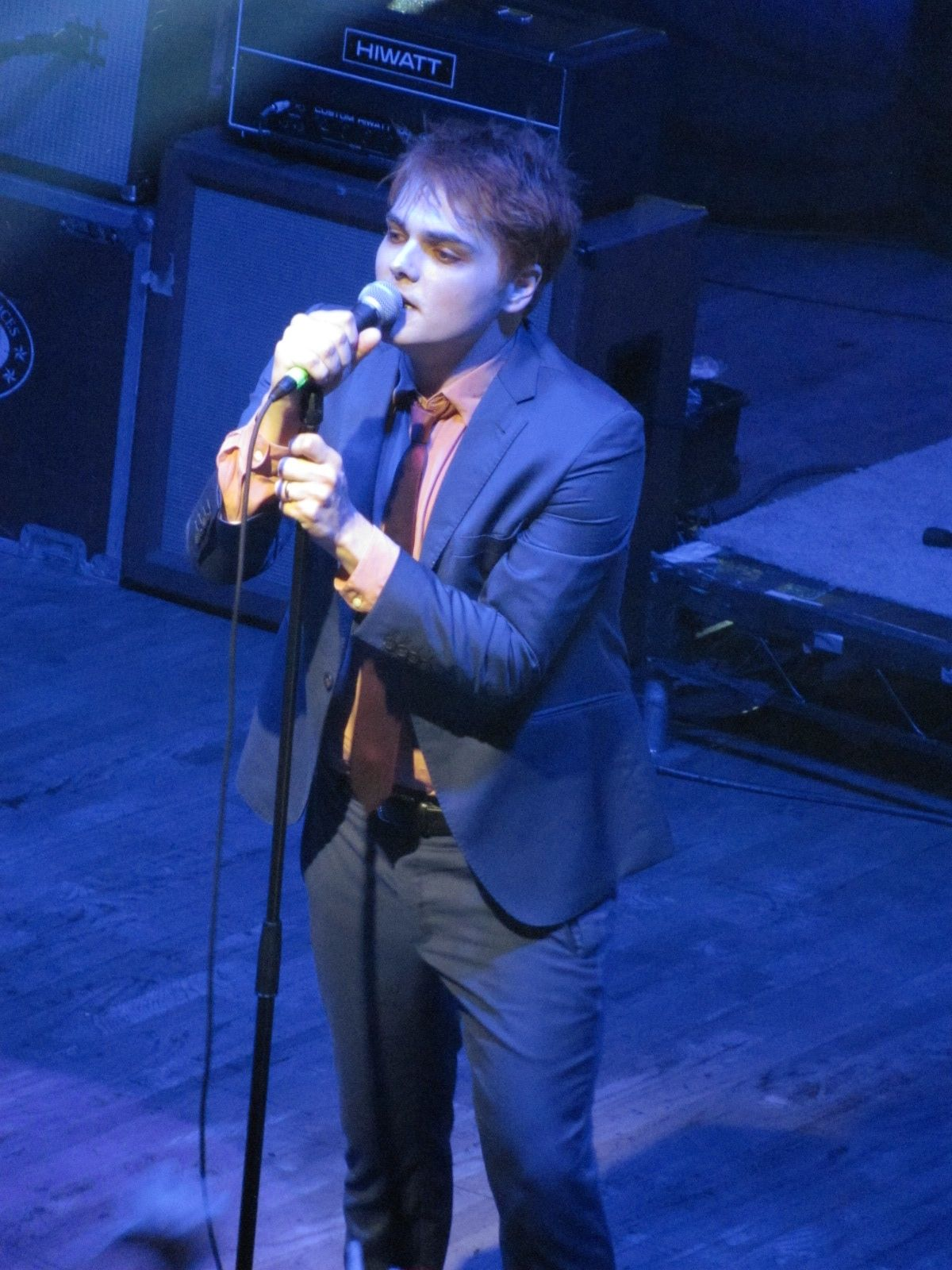
2014年10月，杰洛德·威在纽约韦伯斯特剧场（Webster Hall)

2014年5月，杰洛德·威开通了基于网页的个人博客，并宣布他已经以个人名义签约于华纳兄弟唱片公司，并且他的第一个个人专辑即将完成。此外他宣布了一首新歌，Action Cat，之后作为他的新专辑的先行单曲在6月发布。他的第一场个人表演在2014年的Reading and Leeds Festivals。他之后宣布另一场个人表演将在8月20日在Portsmouth’s Wedgewood Rooms举行。8月19日，杰洛德发布了新专辑的第一首单曲No Shows及其MV。他的新专辑《犹豫外星人》（Hesitant Alien）在2014年9月30日发布。
当杰洛德被问到为什么选择将英伦摇滚风格加入他的音乐作品中时，他表示他很喜欢这种音乐的生机和独特，并且力劝在美国重新流行起这种流派。
2015年2月-3月，杰洛德作为个人艺术家同The Hormones在澳大利亚2015声波音乐节的主舞台表演。
2015年初，杰洛德宣布2015年5月他将在波士顿音乐节（Boston Calling Music Festival）演出。
在2016年唱片店日，杰洛德发布了《犹豫外星人》两个单独未发布的歌曲，"Don't Try" 和"Pinkish"。

### 2018至今：后期个人单曲
2018年10月28日，杰洛德发行了他两年以来的首支单曲Baby You're a Haunted House，他的弟弟和队友麦基·威在此曲中演奏贝斯。四个戴着骷髅面具的音乐家演奏此曲的官方歌词视频也在同日于YouTube上传。
11月15日，杰洛德发行了于队友雷·托罗合作的另一首单曲Getting Down the Germs。杰洛德说这首单曲“能见到（我）此后在音乐上的方向”。
12月14日，杰洛德发行了与来自后悔乐队的莉迪亚·奈特合作的第三首单曲Dasher。这是一首圣诞主题的单曲，有关一个爱上一头驯鹿的女孩，在长久的分别后等待重逢。
2019年1月24日，杰洛德再次和雷·托罗合作，翻唱了西蒙与加芬克尔的Hazy Shade of Winter。这首单曲在杰洛德的漫画伞学院翻拍而成的网飞剧集伞学院同日发布的预告片中出现。2019年2月8日，再次和雷·托罗合作，杰洛德翻唱了海龟乐队的Happy Together，这首歌也在伞学院中出现。
2020年6月8日，杰洛德发行了和歌手Judith Hill合作的原创单曲Here Comes the End，在伞学院的第二季中出现。

### 其他音乐合作
2008年，杰洛德·威和Julien-K制作了治疗乐队的歌曲Sleep When I'm Dead的一个remix版本，收录在治疗乐队的迷你专辑Hypnagogic States中。售出这张专辑的所有利润都捐献给了国际红十字会。

## 其他事业

### 1993至今：漫画创作
杰洛德初次尝试画漫画是在1993年，他16岁时。他写了一本叫《在乌鸦翅膀上》（On Raven's Wings）的漫画书。这本书由Hart D. Fisher's Bonyard Press出版社出版，但是因为失去了艺术团队，这本书在发布两章之后就取消了。当时杰洛德·威（Gerard Way）署名为Garry Way。
2007年，杰洛德开始创作漫画系列《雨伞学院》（The Umbrella Academy）。杰洛德创作故事情节，并且在最初版本中画了插图，但是漫画家Gabriel Ba重画了第一卷《启示录系列》（Apocalypse Suite）。
《启示录系列》在Dark Horse Comics出版社的2007年免费漫画书日（2007.5.5）首次发布。从此以后，一个八页的故事以《安然无恙》为题出版，收录在名为MySpace Dark Horse Presents Volume One的故事集中。《雨伞学院》首次正式发布是在2007年9月19日。第一期发行售完，因此第二次重印发行在2007年10月17日。《启示录系列》获得了2008年Eisner Award奖最佳限量系列。该系列的下一期，《达拉斯》，于2008年11月26日发行。外界推测杰洛德已经无限期地停止了他的漫画工作，名为《酒店遗忘》的第三期漫画仍在进行中。
杰洛德和两位艺术家Shaun Simon和Becky Cloonan共同创作了另一部名为《煞兴者真实传奇》（The True Lives of the Fabulous Killjoys）的漫画。这部漫画在2009年圣迭戈国际动漫展宣布。2012年纽约国际动漫展，团队宣布该系列的首次预览将会在2013年免费漫画书日发布。这个系列延续了我的另类罗曼史与其同名的专辑的概念。

## 个人生活

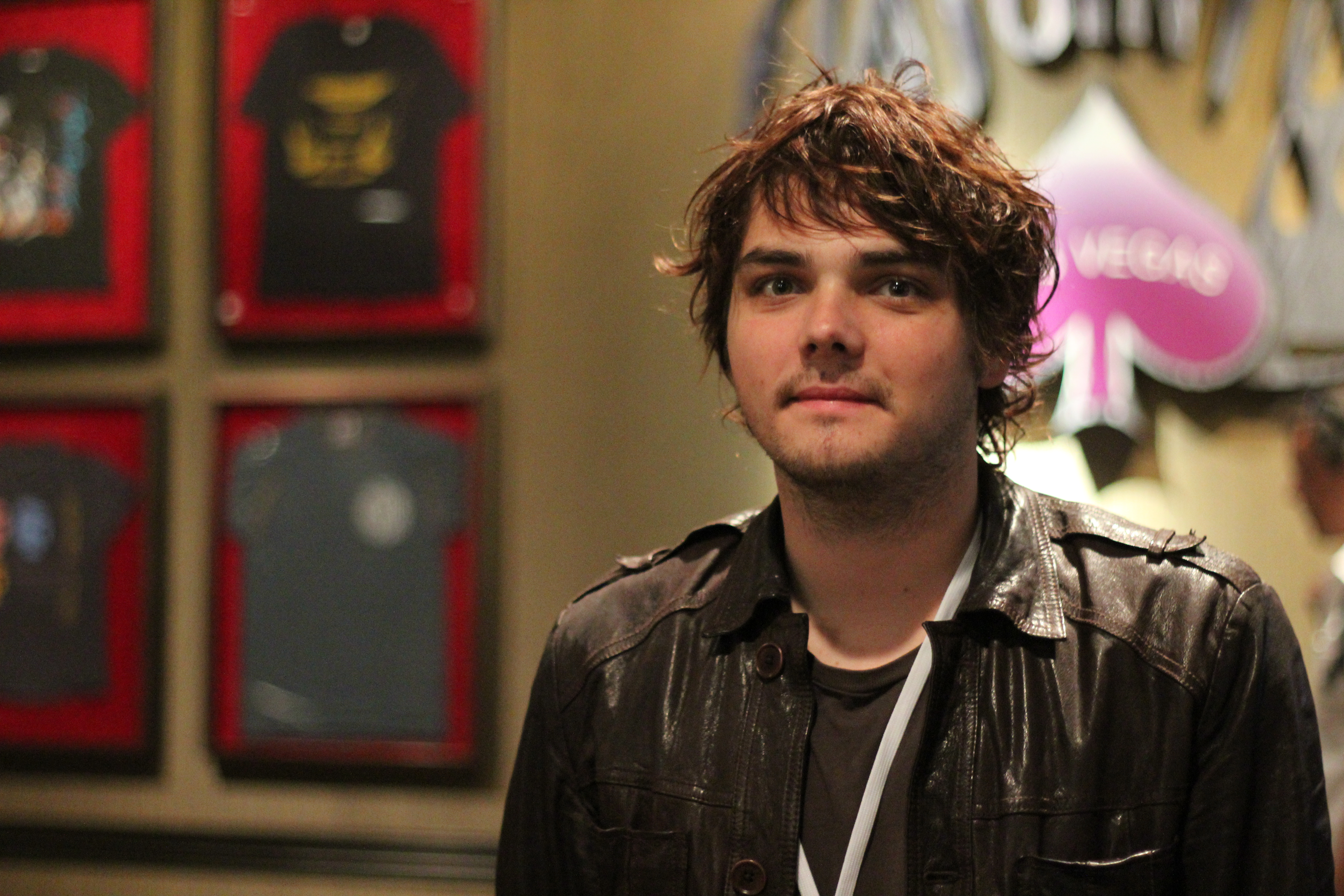
2012年的杰洛德·威

杰洛德·威曾多年和酗酒与吸毒斗争，但现在已经戒除。在2010年11月Spin杂志采访中，他说他已经变得更加快乐和自制，可以享受偶尔的娱乐性的饮酒。
2007年9月3日，在科罗拉多州的一次音乐会后，杰洛德与Mindless Self Indulgence的贝斯手Lyn-Z结婚。他们的女儿 Bandit Lee Way在2009年5月27日出生。杰洛德一家生活在加利福尼亚州洛杉矶市。

## 音乐作品

### 我的另类罗曼史
- I Brought You My Bullets, You Brought Me Your Love (2002)
- Three Cheers for Sweet Revenge (2004)
- The Black Parade (2006)
- Danger Days: The True Lives of the Fabulous Killjoys (2010)

### 个人
录音室专辑
- Hesitant Alien (2014)

其他唱片
- "O Waly, Waly" (2014)[24]

精选单曲
- "Safe and Sound" (by Kyosuke Himuro, 2009)
- "Professional Griefers" (by Deadmau5, 2012)
- "Falling in Love (Will Kill You)" (by Wrongchilde, 2014)

嘉宾演出
- "Jet Black New Year" (by Thursday, backing vocals, 2002)
- "Devil in Mexico" (by Murder by Death, backing vocals, 2003)
- "Barnabus Collins Has More Skeletons in His Closet than Vincent Price" (by The Oval Portrait, backing vocals, 2003)
- "From My Cold Dead Hands" (by The Oval Portrait, backing vocals, 2003)
- "Kill The Music" (by Every Time I Die, backing vocals, 2005)
- "Graduation Day" (by Head Automatica, backing vocals, 2006)
- "In Defense of the Genre" (by Say Anything, backing vocals, 2007)
- "My Space" (by Evelyn Evelyn, backing vocals, 2010)

重混
- "Sleep When I'm Dead" (Remix 4) (by The Cure, remix with Julien-K, 2008)

## 漫画作品

### 故事创作

#### 系列
- On Raven's Wings #1–2 (铅笔画Jose Santos, 上色Dana Greene, 文字T. Warren Montgomery, 封面设计Rob Nemeth， 出版社Boneyard Press, 1994)
- The Umbrella Academy
  - Apocalypse Suite #1–6 (画家Gabriel Bá, 上色 Dave Stewart, 文字 Nate Piekos, 封面设计 James Jean, 出版社Dark Horse Comics, 2007–2008)
  - Dallas #1–6 (Bá, Stewart, Piekos, Dark Horse, 2008–2009)
- The True Lives of the Fabulous Killjoys #1–6 (编剧 Shaun Simon,画家 Becky Cloonan,上色 Dan Jackson, 文字 Nate Piekos,出版社 Dark Horse, 2013–2014)

#### 短篇故事和单独发行
- The Umbrella Academy
  - "Mon Dieu!" (Bá, 上色 Dan Jackson, 文字 Jason Hvam, 出现在 darkhorse.com, 2006)
  - "...But the Past Ain't Through with You." (Bá, Jackson, Piekos, 出现在 Free Comic Book Day 2007, 出版社Dark Horse, 2007)
  - "Safe & Sound" (Bá, Stewart, Piekos, 出现在 MySpace Dark Horse Presents #1, 出版社Dark Horse, 2007)
  - "Anywhere but Here" (Bá, Stewart, Piekos, 出现在 MySpace Dark Horse Presents #12, 出版社Dark Horse, 2008)
- "The True Lives of the Fabulous Killjoys: Dead Satellites" (Simon, Cloonan, Stewart, Piekos, 出现在 Free Comic Book Day 2013,出版社 Dark Horse, 2013)
- "One Thing's for Sure: SP//dr Is Still Intact" (绘画 Jack Wyatt, 上色 Ian Herring, 文字 Clayton Cowles, 出现在 Edge of Spider-Verse #5, 出版社Marvel Comics, 2014)
- "Untitled" (绘画 Philip Bond, 上色 Hi-Fi, 文字 Sal Cipriano, 出现在Vertigo Quarterly CMYK #3: Yellow, Vertigo, 2014)

### 内部艺术创作
- "Even Gunfighters Get the Willies" (编剧 Deb Picker, 出现在 The Big Book of the Weird Wild West, ISBN 978-1563893612（英语：Special:BookSources/9781563893612）,出版社 Paradox Press, 1998)

### 封面艺术创作
- The Umbrella Academy: Apocalypse Suite #1 (variant) (出版社Dark Horse, 2007)
- Rex Mundi (vol. 2) #15 (封面上色 Dave Stewart,出版社 Dark Horse, 2008)
- The True Lives of the Fabulous Killjoys #1 (1:50 variant) and #1 (Ghost variant) (出版社Dark Horse, 2013)
- Neverboy #1 (variant) (Dark Horse, 2015)